# Stoa (bouwkunde)

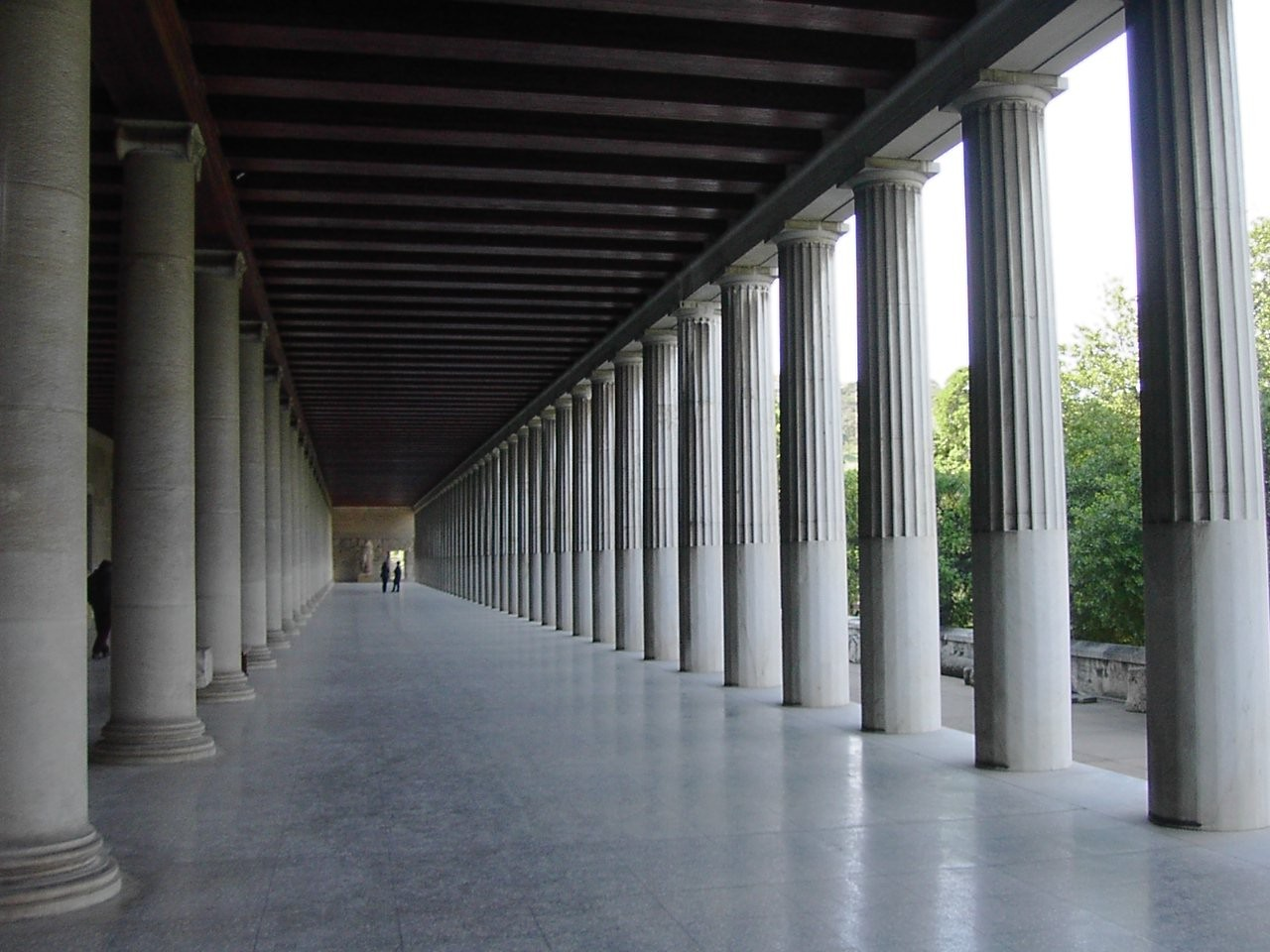
Stoa van Attalus op de Agora in Athene, die in de jaren 1952-56 is herbouwd

Een stoa, Oudgrieks: στοά, was in het oude Griekenland een langgerekte smalle overdekte colonnade of zuilengang met gesloten achterkant en zijkanten en een open door zuilen ondersteunde voorkant. Stoa’s stonden op plaatsen waar grote mensenmenigten samenkwamen, zoals op agora’s, dat waren marktpleinen, en in heiligdommen, om beschutting tegen regen en zon te bieden.
Zuilenhallen kwamen tijdens de Minoïsche beschaving al op Kreta voor in bijvoorbeeld Hagia Triada of Malia. De oudst bekende vrijstaande stoa stamt uit het einde van de 7de eeuw v.Chr. en stond op het terrein van het Heraion op Samos. In Delphi bouwden de Atheners na 480 v.Chr. een stoa met Ionische zuilen, die het podium van de Apollotempel als achterwand gebruikte. In Athene zelf werd omstreeks 430 v.Chr. op de Agora de Stoa van Zeus Eleutherios gebouwd, die twee hoekrisalieten had. De beroemdste stoa in Athene was de Stoa Poikile, 'Beschilderde stoa'. Stoa’s waren vooral in de Hellenistische periode populair en werden toen vooral gebruikt als afsluiting van marktpleinen, soms zelfs aan alle vier de kanten van het plein. Het beroemdste voorbeeld uit deze periode is de Stoa van Attalus op de Agora in Athene, die twee verdiepingen had, 111,96 x 19,52 m mat en 11,42 m hoog was. Deze stoa had een rij vertrekken aan de achterzijde die waarschijnlijk als winkels werden gebruikt.
De Romeinen kenden bijna geen autonome zuilenhallen. De zuilengang, Latijn: porticus of portico, werd door de Romeinen doorgaans als voorportaal voor een ander gebouw gebruikt of in de vorm van een peristilium als omsluiting van een open ruimte.
De filosofische Stoa was een stroming die rond 300 v.Chr. in Griekenland begon.